# UCI Àsia Tour 2009-2010
L'UCI Àsia Tour 2009-2010 va ser la sisena edició de l'UCI Àsia Tour, un dels cinc circuits continentals de ciclisme de la Unió Ciclista Internacional. Estava formada per 35 proves, organitzades del 6 d'octubre de 2009 al 20 de setembre de 2010 a Àsia.

## Evolució del calendari

### Octubre de 2009
| Data  | Cursa                 | País | Cat. | Vencedor             | Equip                |
| ----- | --------------------- | ---- | ---- | -------------------- | -------------------- |
| 5-9   | Milad de Nour Tour    | Iran | 2.2  | Mahdi Sohrabi        | Petrochemical Tabriz |
| 15-20 | Tour de l'Azerbaidjan | Iran | 2.2  | Ahad Kazemi Sarai    | Petrochemical Tabriz |
| 25    | Japan Cup             | Japó | 1.HC | Chris Anker Sørensen | Team Saxo Bank       |

### Novembre de 2009
| Data  | Cursa                            | País            | Cat. | Vencedor          | Equip                   |
| ----- | -------------------------------- | --------------- | ---- | ----------------- | ----------------------- |
| 7-8   | Tour d'Okinawa                   | Japó            | 2.2  | Kenji Itami       | Bridgestone Anchor      |
| 8     | Tour de Seül                     | Corea del Sud   | 1.2  | Cho Ho-sung       | Seoul                   |
| 11-19 | Tour de Hainan                   | R.P. de la Xina | 2.HC | Francisco Ventoso | CarmioOro-A Style       |
| 15    | Kumamoto International Road Race | Japó            | 1.2  | Yasuharu Nakajima | Equip nacional del Japó |
| 22-2  | Volta a Indonèsia                | Indonèsia       | 2.2  | Mahdi Sohrabi     | Petrochemical Tabriz    |

### Gener
| Data | Cursa                    | País                | Cat. | Vencedor           | Equip                     |
| ---- | ------------------------ | ------------------- | ---- | ------------------ | ------------------------- |
| 22   | H. H. Vice President Cup | Emirats Àrabs Units | 1.2  | Mouhssine Lahsaini | Equip nacional del Marroc |
| 23   | Emirates Cup             | Emirats Àrabs Units | 1.2  | Malcolm Lange      | Medscheme                 |

### Febrer
| Data  | Cursa            | País  | Cat. | Vencedor           | Equip                |
| ----- | ---------------- | ----- | ---- | ------------------ | -------------------- |
| 6-10  | Kerman Tour      | Iran  | 2.2  | Abbas Saeidi Tanha | Azad University Iran |
| 6-11  | Tour de Qatar    | Qatar | 2.1  | Wouter Mol         | Vacansoleil          |
| 14-19 | Tour d'Oman      | Oman  | 2.1  | Fabian Cancellara  | Team Saxo Bank       |
| 21    | Mumbai Cyclothon | Índia | 1.2  | Juan José Haedo    | Team Saxo Bank       |

### Març
| Data  | Cursa            | País        | Cat. | Vencedor     | Equip             |
| ----- | ---------------- | ----------- | ---- | ------------ | ----------------- |
| 1-7   | Tour de Langkawi | Malàisia    | 2.HC | José Rujano  | ISD-Neri          |
| 14-20 | Tour de Taïwan   | Xina Taipei | 2.1  | David McCann | Giant Asia Racing |

### Abril
| Data  | Cursa                                          | País                | Cat. | Vencedor         | Equip                         |
| ----- | ---------------------------------------------- | ------------------- | ---- | ---------------- | ----------------------------- |
| 1-6   | Tour de Tailàndia                              | Tailàndia           | 2.2  | Kiel Reijnen     | Jelly Belly-Kenda             |
| 10    | Campionats d'Àsia de ciclisme - contrarellotge | Emirats Àrabs Units | CC   | Andrei Mizúrov   | Equip nacional del Kazakhstan |
| 12    | Campionats d'Àsia de ciclisme - cursa en ruta  | Emirats Àrabs Units | CC   | Mahdi Sohrabi    | Equip nacional de l'Iran      |
| 17-20 | Tour de les Filipines                          | Filipines           | 2.2  | David McCann     | Giant Asia Racing             |
| 22-25 | Tour de Corea                                  | Corea del Sud       | 2.2  | Michael Friedman | Jelly Belly-Kenda             |
| 24-25 | Melaka Governor Cup                            | Malàisia            | 2.2  | David McCann     | Giant Asia Racing             |
| 27-1  | Jelajah Malaysia                               | Malàisia            | 2.2  | David McCann     | Giant Asia Racing             |

### Maig
| Data  | Cursa                         | País | Cat. | Vencedor          | Equip                |
| ----- | ----------------------------- | ---- | ---- | ----------------- | -------------------- |
| 3-8   | Tour de l'Azerbaidjan         | Iran | 2.2  | Ghader Mizbani    | Tabriz Petrochemical |
| 25-29 | International Presidency Tour | Iran | 2.2  | Hossein Askari    | Tabriz Petrochemical |
| 16-23 | Volta al Japó                 | Japó | 2.2  | Cristiano Salerno | De Rosa-Stac Plastic |
| 27-30 | Tour de Kumano                | Japó | 2.2  | Andrei Mizúrov    | Tabriz Petrochemical |

### Juny
| Data  | Cursa                 | País      | Cat. | Vencedor         | Equip                |
| ----- | --------------------- | --------- | ---- | ---------------- | -------------------- |
| 1-5   | Tour de Singkarak     | Indonèsia | 2.2  | Ghader Mizbani   | Tabriz Petrochemical |
| 13    | Tour de Jakarta       | Indonèsia | 1.2  | Matnur Matnur    | Polygon Sweet Nice   |
| 23-25 | Tour de Java oriental | Indonèsia | 2.2  | Hossein Alizadeh | Tabriz Petrochemical |

### Juliol
| Data  | Cursa                 | País            | Cat. | Vencedor        | Equip                |
| ----- | --------------------- | --------------- | ---- | --------------- | -------------------- |
| 7-11  | Milad de Nour Tour    | Iran            | 2.2  | Ramin Mehrabani | Azad University Iran |
| 17-25 | Tour del llac Qinghai | R.P. de la Xina | 2.HC | Hossein Askari  | Tabriz Petrochemical |

### Agost
| Data | Cursa         | País  | Cat. | Vencedor    | Equip     |
| ---- | ------------- | ----- | ---- | ----------- | --------- |
| 29   | Tour de Delhi | Índia | 1.2  | Arran Brown | Medscheme |

### Setembre
| Data  | Cursa           | País            | Cat. | Vencedor         | Equip                |
| ----- | --------------- | --------------- | ---- | ---------------- | -------------------- |
| 10-20 | Volta a la Xina | R.P. de la Xina | 2.1  | Dirk Müller      | Nutrixxion Sparkasse |
| 16-20 | Tour d'Hokkaido | Japó            | 2.2  | Miyataka Shimizu | Bridgestone Anchor   |

### Proves anul·lades
| Data           | Prova                              | País      | Cat. | Causa |
| -------------- | ---------------------------------- | --------- | ---- | ----- |
| 14 desembre    | International Grand Prix Losail    | Qatar     | 1.2  |       |
| 15 desembre    | International Grand Prix Messaeed  | Qatar     | 1.2  |       |
| 18 desembre    | Gran Premi de Doha                 | Qatar     | 1.2  |       |
| 19 desembre    | International Grand Prix Al-Khor   | Qatar     | 1.2  |       |
| 23-25 desembre | Cycling Golden Jersey              | Qatar     | 1.2  |       |
| 27-3 gener     | Tour del Mar de la Xina Meridional | Hong Kong | 2.2  |       |
| 29             | Tour de l'Índia                    | Índia     | 1.2  |       |

## Classificacions
- Font: UCI Àsia Tour Arxivat 2015-12-23 a Wayback Machine.

| #   | Ciclista                     | Equip                  | Pts    |
| 1.  | Mahdi Sohrabi (IRI)          | Tabriz Petrochemical   | 466,66 |
| 2.  | Hossein Askari (IRI)         | Tabriz Petrochemical   | 438,33 |
| 3.  | Ghader Mizbani Iranagh (IRI) | Tabriz Petrochemical   | 313,33 |
| 4.  | David McCann (IRL)           | Giant Asia Racing Team | 298,66 |
| 5.  | Boris Shpilevsky (RUS)       | -                      | 246    |
| 6.  | Amir Zargari (IRI)           | Azad University Iran   | 224,33 |
| 7.  | Takashi Miyazawa (JPN)       | Nippo                  | 209    |
| 8.  | Francisco Ventoso (ESP)      | CarmioOro NGC          | 195    |
| 9.  | Andrey Mizourov (KAZ)        | Tabriz Petrochemical   | 191,66 |
| 10. | Radoslav Rogina (CRO)        | Loborika               | 146    |

| #   | Equip                     | País          | Pts    |
| 1.  | Tabriz Petrochemical      | Iran          | 1983,3 |
| 2.  | Azad University Iran      | Iran          | 651,98 |
| 3.  | Giant Asia Racing Team    | Xina Taipei   | 507,97 |
| 4.  | Nippo                     | Japó          | 357    |
| 5.  | Jelly Belly-Kenda         | Estats Units  | 218    |
| 6.  | Team Nutrixxion Sparkasse | Alemanya      | 212    |
| 7.  | Seoul                     | Corea del Sud | 205    |
| 8.  | CarmioOro NGC             | Regne Unit    | 195    |
| 9.  | Bridgestone Anchor        | Japó          | 192    |
| 10. | Geumsan Ginseng Asia      | Corea del Sud | 189    |

| #   | País          | Pts     |
| 1.  | Iran          | 2017,96 |
| 2.  | Japó          | 995     |
| 3.  | Kazakhstan    | 667,36  |
| 4.  | Corea del Sud | 332     |
| 5.  | Hong Kong     | 231     |
| 6.  | Uzbekistan    | 230,2   |
| 7.  | Indonèsia     | 207     |
| 8.  | Malàisia      | 203     |
| 9.  | Kirguizstan   | 191,66  |
| 10. | Mongòlia      | 141     |

| #   | País                | Pts    |
| 1.  | Iran                | 259,64 |
| 2.  | Kazakhstan          | 210,66 |
| 3.  | Hong Kong           | 108    |
| 4.  | Japó                | 91,98  |
| 5.  | Mongòlia            | 64     |
| 6.  | Corea del Sud       | 52     |
| 7.  | Malàisia            | 40     |
| 8.  | Emirats Àrabs Units | 36     |
| 9.  | Kirguizstan         | 32     |
| 10. | Indonèsia           | 29     |